# 컨베어 880
컨베어 880(영어: CV 880)은 1959년 컨베어가 개발한 제트 여객기이며, 보잉 737의 경쟁용으로 개발되었다. 4발 여객기로 성능은 보잉 737과 거의 동급이었으나, 연비가 나쁨으로 인해 보잉 737 및 더글러스 DC-8과의 경쟁에서 뒤쳐져 생산된 지 얼마 되지 않은 1962년 시장에서 철수하였다. 이후 이를 개량한(동체길이를 길게 한 것이 큰 변화 중 하나) 컨베어 990가 생산되었다. 그러나, 컨베어 990 또한 컨베어 880과 같이 보잉 737에 비해서 동체길이가 짧지만, 똑같은 4발엔진이기에 여러 항공사에게서 외면당하였다.

## 사건 및 사고
- 캐세이퍼시픽 항공 700Z편 폭파 사건

## 과거의 사용항공사
- 스위스 항공
- 델타 항공
- 캐세이퍼시픽 항공
- 일본항공
- 민항공운공사

## 같이 보기
- 컨베어 990
- 보잉 720